# Хан, Григорий Анисимович
Хан Григорий Анисимович (28 февраля 1900, Амурская область — 24 декабря 1986) — советский учёный в области горного дела. Доктор технических наук (1964), профессор (1968).

## Биография
Родился 28 февраля 1900 года на территории нынешней Амурской области.
В 1917—1918 годах — слесарь депо железнодорожной станции Зима. С 1919 года — участник Гражданской войны на Дальнем Востоке. В 1923—1925 годах — техник коммунального хозяйства в Чите.
В 1930 году окончил Московскую горную академию. В 1930—1931 годах — начальник строительства обогатительной фабрики на Дальнем Востоке. С 1931 года — доцент в Московском институте цветных металлов.
В 1960—1971 годах — профессор Московского института стали и сплавов. В 1971—1974 годах — профессор Магнитогорского горно-металлургического института.
В 1974—1979 годах — профессор кафедры обогащения полезных ископаемых Криворожского горнорудного института.
Умер 24 декабря 1986 года.

## Научная деятельность
Специалист в области обогащения полезных ископаемых. Автор более 100 научных трудов.

### Научные труды
- Автоматизация обогатительных фабрик / М., 1974;
- Опробование и контроль технологических процесов обогащения: учебник для вузов по специальности «Обогащение полезных ископаемых» / М., 1979;
- Флотационные реагенты и их применение / М., 1986.